# Orgyiodes caparia
Orgyiodes caparia là một loài bướm đêm trong họ Geometridae.